# Wilhelm Heuber

Wilhelm Heuber

Wilhelm Heuber (* 11. Februar 1898 in München; † 24. Juni 1957 in Bergneustadt) war ein deutscher NS-Politiker.

## Leben
Nach dem Abitur 1915 im Bayerischen Kadettenkorps nahm Heuber als Soldat am Ersten Weltkrieg teil und wurde unter anderem mit dem Eisernen Kreuz 1. und 2. Klasse ausgezeichnet. 1920 schied er aus dem Heer als Oberleutnant aus. Schon ab 1919 absolvierte er ein Studium der Rechtswissenschaft an der Ludwig-Maximilians-Universität München. 1922 wurde er hier promoviert. Nach anschließenden Tätigkeiten in der Industrie und der Landwirtschaft wurde er 1926 Syndikus der „Freiherr-von-Hermannschen Zentralverwaltung“ in Mittenheim.
Heuber gehörte zu den Gründungsmitgliedern der nationalsozialistischen Akademie für Deutsches Recht Hans Franks. Am 3. Oktober 1933 wurde er in das Präsidium der Akademie für Deutsches Recht berufen und gehörte seit dem 1. Januar 1936 der Reichsrechtsführung an.
Während des Zweiten Weltkrieges war Heuber in Berlin „Bevollmächtigter des Generalgouverneurs“ vom Generalgouvernement Hans Frank.
Nach Kriegsende wurden seine Schrift Familie und Steuer (Verl. d. Bundes N.-S. Dt. Juristen, München 1931) und die von ihm zusammen mit Josef Bühler herausgegebene Schrift Das Generalgouvernement und seine Wirtschaft (Dt. Verl. f. Politik u. Wirtschaft, Berlin 1940) in der Sowjetischen Besatzungszone auf die Liste der auszusondernden Literatur gesetzt.

## Partei
Zum 1. März 1930 trat Heuber der NSDAP bei (Mitgliedsnummer 201.742). Am 1. Mai 1932 trat Heuber als Leiter der Abteilung Wirtschaftsrecht in die Rechtsabteilung der Reichsleitung der NSDAP ein. Ab dem 19. September 1933 war er hier Reichsamtsleiter ohne Geschäftsbereich. Von 1932 bis 1942 war Heuber Reichsgeschäftsführer des Bundes Nationalsozialistischer Deutscher Juristen und ab 1936 der Nachfolgeorganisation Nationalsozialistischer Rechtswahrerbund. 
Von November 1933 bis 1945 gehörte Heuber dem Reichstag an.